# Neopipo
Genre
Neopipo est un genre monotypique de passereaux de la famille des Tyrannidés. Il se trouve à l'état naturel dans le Nord de l'Amérique du Sud.

## Liste des espèces
Selon la classification de référence du Congrès ornithologique international (version 6.4, 2016) :
- Neopipo cinnamomea (Lawrence, 1869) – Manakin cannelle
  - Neopipo cinnamomea helenae McConnell, 1911
  - Neopipo cinnamomea cinnamomea (Lawrence, 1869)